# Watch the Birdie (film, 1928)
Pour les articles homonymes, voir Watch the Birdie.
Watch the Birdie est un court-métrage réalisé par Sam Newfield et sorti en 1928.

## Fiche technique
- Réalisation : Sam Newfield
- Production :  Century Film
- Date de sortie : 12 décembre 1928

## Distribution
- Laurence Trimble : Buster Brown